# Monolito di Marte

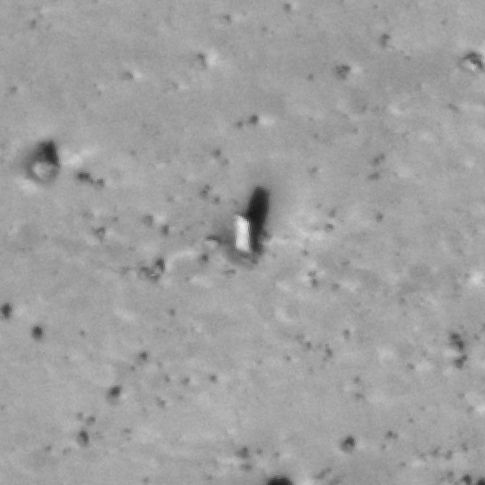
Il monolito di Marte ripreso dalla sonda HiRISE PSP_009342_1725
(-7.2S, 267.4 E)

Il monolito di Marte è un oggetto di forma rettangolare, identificato come un macigno roccioso, scoperto sulla superficie del pianeta Marte. Si trova alla base di un dirupo montuoso dal quale è probabilmente rotolato giù.
L'oggetto, assimilato a un monolito, è stato identificato nelle fotografie scattate nel 2005 dalla fotocamera HiRISE installata sulla sonda spaziale Mars Reconnaissance Orbiter, riprese da circa 300 km di distanza dal pianeta.
Si stima che le sue dimensioni siano di circa 5 m, e quindi è molto più piccolo del monolito di Fobos, scoperto pochi anni prima su Fobos uno dei due satelliti naturali di Marte.